# Embd
Embd (toponimo tedesco) è un comune svizzero di 300 abitanti del Canton Vallese, nel distretto di Visp.

## Monumenti e luoghi d'interesse

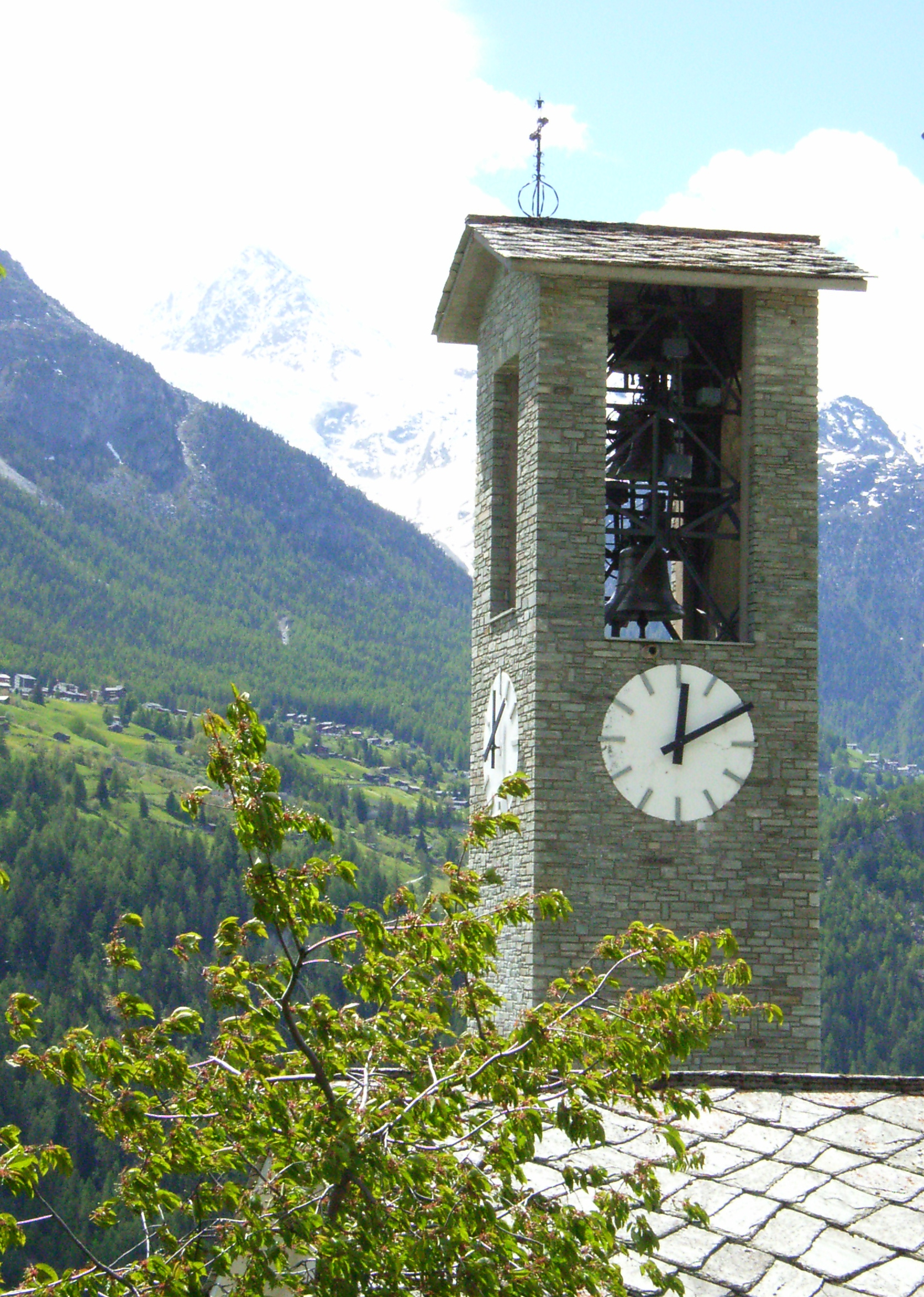
La chiesa dei Santi Pietro e Paolo

- Chiesa parrocchiale cattolica dei Santi Pietro e Paolo, eretta nel 1960[1].

## Società

### Evoluzione demografica
L'evoluzione demografica è riportata nella seguente tabella:
Abitanti censiti

## Infrastrutture e trasporti

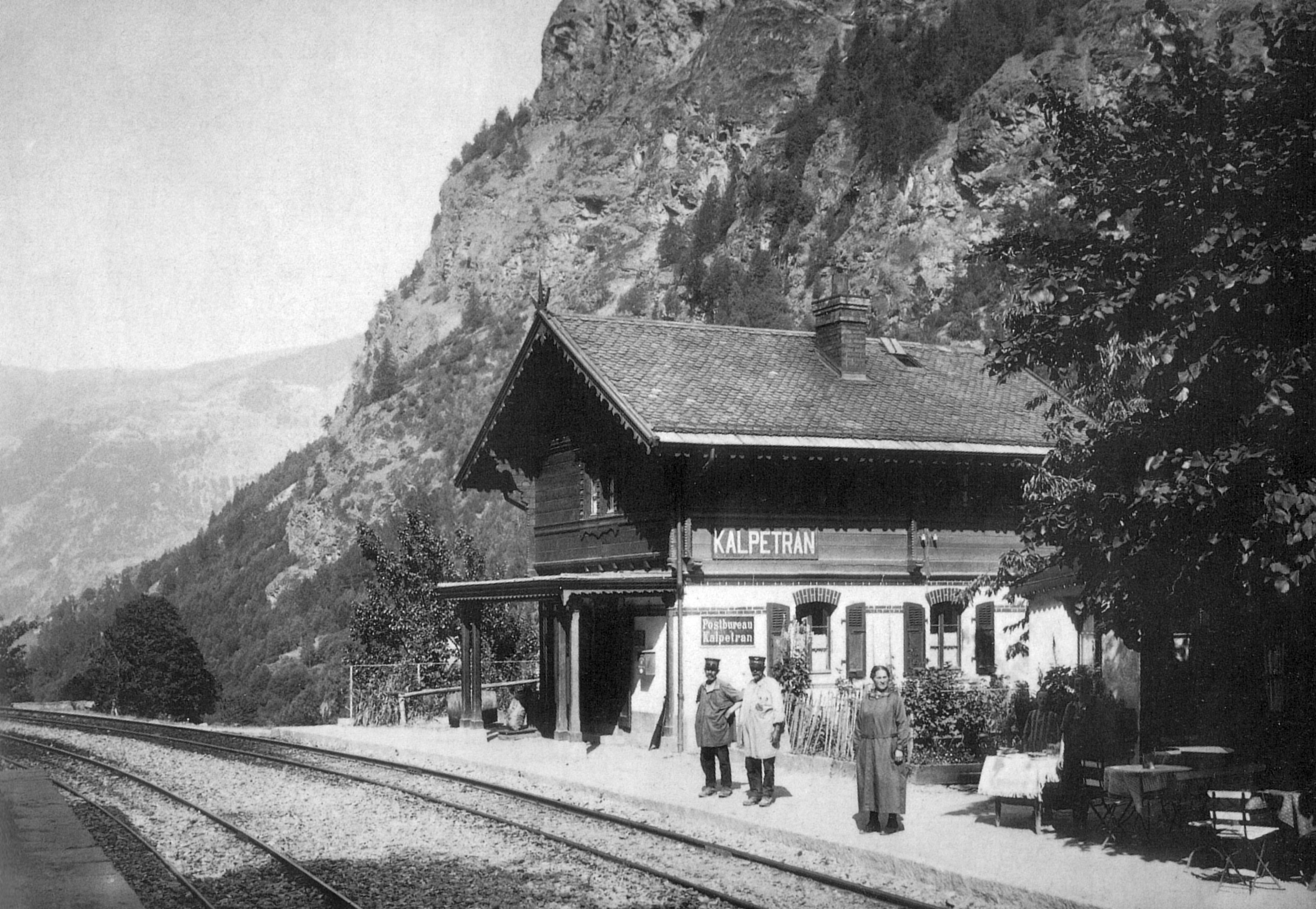
La stazione di Kalpetran nel 1891

Embd è servito dalla stazione di Kalpetran, sulla ferrovia Briga-Visp-Zermatt; la stazione è collegata a Embd con una funivia.

## Amministrazione
Ogni famiglia originaria del luogo fa parte del cosiddetto comune patriziale e ha la responsabilità della manutenzione di ogni bene ricadente all'interno dei confini del comune.